# Pat McCormack
Pat McCormack (Washington, 8 de junho de 1995) é um boxeador britânico, medalhista olímpico.

## Carreira
McCormack conquistou a medalha de prata nos Jogos Olímpicos de Verão de 2020 em Tóquio como representante da Grã-Bretanha, após confronto na final contra o cubano Roniel Iglesias na categoria peso meio-médio. Para muitos insiders, ele era visto como o favorito para ganhar o ouro devido às suas atuações estelares em competições anteriores.